# استان ال پارائیسو
استان ال پارائیسو (به اسپانیایی: El Paraíso Department) یکی از استان‌های ۱۸ گانه کشور هندوراس در آمریکای مرکزی که در این کشور واقع شده است

## شهرستان‌ها
- 1.
- 2.
- 3.
- 4.
- 5.
- 6.
- 7.
- 8.
- 9.
- 10.